# Томас Діш
Томас Майкл Діш (2 лютого 1940 — 4 липня 2008 року) — американський та британський письменник-фантаст і поет.

## Біографія

### Дитячі роки
Діш народився в місті Де-Мойн, штат Айова, 2 лютого 1940 року. Через епідемію поліомієліту в 1946 році, його мати Хелен навчала його вдома протягом року. У результаті, він пропустив період від дитячого садка до другого класу. Першу офіційну освіту Діш отримав у католицькій школі, враження від якої проявляються в деяких з його робіт, які містять їдкі критичні зауваження щодо католицької церкви.

### Доросле життя
У 1999 році Томас Діш виграв премію Г'юго за найкращий нехудожній твір, яка раніше називалась «Найкраща науково-популярна книга», також у нього було ще дві номінації Г'юго і дев'ять номінацій на премію «Неб'юла» за його заслуги, крім того, здобув перемогу в номінації пам'яті Джона Кемпбелла, премія Rhysling і дві перемоги в премії Seiun, серед інших.
У 60-х роках, його роботи почали з'являтися в науково-фантастичних журналах. Такі філософські фантастичні романи як «Геноцид», «Концтабір», «334» і «На крилах пісні», написані під час його 20-річного життя на «Туманному Альбіоні» є основним внеском Томаса Діша до фантастичного руху та «Нової хвилі фантастики» у Великій Британії. У 1996 році його критична книга «Замок неробства: про поезії, поетів та віршомазів» була номінована на National Book Critics Circle Award, і в 1999 році, Діш виграв премію наукової літератури Г'юго за твір «Ці наші мрії, матеріал з…», медитація про вплив наукової фантастики на нашу культуру, а також премію Michael Braude Award за «Вірш світла». Серед інших його публіцистичних робіт, він писав театральну та оперну критику для The New York Times, The Nation та інших періодичних видань. Він також опублікував кілька томів поезії під ім'ям Том Діш.
У 2005 році після тривалого періоду депресії внаслідок смерті його партнера по життю, Чарльза Нейлора, Діш майже зовсім перестав писати, окрім поезії та записів в блозі. Однак він створив дві повісті. Діш покінчив життя вогнепальним пострілом у голову 4 липня у своїй квартирі в Манхеттені, Нью-Йорк, 2008 року. Його остання книга, «Слово Боже», яка була написано незадовго до смерті Нейлора, була опублікована за кілька днів до смерті Діша.